# Luminositet
Luminositet er et fagudtryk, som benyttes indenfor astronomi og astrofysik i beskrivelsen af stjerner og andre lyskilder. Det angiver den udstrålede effekt  og måles derfor i watt. Som et alternativ benyttes også betegnelsen lysstyrke.
Solens luminositet er
{\displaystyle L_{\odot }=3.828\cdot 10^{26}\;{\text{W}}}.
| Naturvidenskab | Spire Denne naturvidenskabsartikel er en spire som bør udbygges. Du er velkommen til at hjælpe Wikipedia ved at udvide den. |